# Smilide
Smilide (in greco antico: Σμῖλις?; Egina, VI secolo a.C. – ...) è stato uno scultore greco antico.

## Biografia
Fa parte degli scultori, datati generalmente al VI secolo a.C., che la tradizione letteraria ha tramandato come allievi di Dedalo e la cui esistenza risulta allo stesso modo parzialmente avvolta nel mito. Pausania il Periegeta lo ricorda come nato a Egina e figlio di Euclide, autore della statua di culto in legno scolpita per l'Heraion di Samo (Paus., VII, 4.4) e delle statue delle Stagioni per il tempio di Era a Olimpia (Paus., V, 17.1). L'attribuzione della statua di culto per Samo si ritrova anche in Clemente Alessandrino (Protrettico, 4), mentre Callimaco la attribuisce ad uno scultore di nome Skelmis. La confusione viene talvolta spiegata con la sovrapposizione di due soprannomi dotati di uno stesso significato, ossia cesello, in lingua rispettivamente greca e tracia.